# Кужицько
Кужицько (пол. Kurzycko) — село в Польщі, у гміні Мешковиці Грифінського повіту Західнопоморського воєводства.
Населення — 198 осіб (2011).

## Демографія
Демографічна структура станом на 31 березня 2011 року:
|          | Загалом | Допрацездатний вік | Працездатний вік | Постпрацездатний вік |
| -------- | ------- | ------------------ | ---------------- | -------------------- |
| Чоловіки | 103     | 21                 | 68               | 14                   |
| Жінки    | 95      | 15                 | 51               | 29                   |
| Разом    | 198     | 36                 | 119              | 43                   |